# Ян Казимир Ходкевич
Ян Казимир Ходкевич (народився 1616 р. — помер 13 березня 1660 р. у Кьоніксберзі) - каштелян віленський у 1646-1660-х роках
Син Кшиштофа, віленського воєводи, та Ельжбети Кіщанки, графа Шклова і Бихова . В молодіі роки перебував при дворі Сигізмунда ІІІ Вази, а потім навчався за кордоном у Граці, Відні та Болоньї, доповнюючи навчання мандрівкою Італією. 20 липня 1633 року, ще перебуваючи за кордоном, отримав посаду литовського обозного; повернувся до Польщі в 1634 році. Був депутатом надзвичайного сейму 1635 року[1]. 3 квітня 1646 року став каштеляном віленським. Сейм 1655 року для забезпечення безпеки замку і порядку в місті під час масового осадження міста наказав йому і віленському єпископу Єжи Тишкевичу проживати у Вільнюсі, звідки він був змушений тікати перед московським військом і помер від лихоманки в Кенігсберзі 13 березня 1660 року. Похований у Бжостовиці Великій, на його могилі встановлено меморіальну дошку з латинською біографією.

Він був колатором монастиря в Супраслі . Одружений з 31 серпня 1636 року із Зофією Пацувною (пом. 1665), дочкою Стефана Паца, литовського віце-канцлера. З нею у нього було двоє синів, які померли молодими від чуми, Єжи Кароль та Миколай Константій, та дві доньки, Анна, дружина Єжи Мнішека, воєводи Волині, та Тереза (1645-1672), дружина Яна Красінського,плоцького воєводи.